# どんぐりたけし
どんぐりたけし（1992年8月27日 - ）は、ケイダッシュステージに所属する日本のお笑いタレント。茨城県牛久市出身。

## 来歴・人物
茨城県立牛久高等学校、専門学校東京アナウンス学院卒業。
中学2年時からお笑いを好きになり、友人と一緒にショートコントをやっていた。高校2年時にハイスクールマンザイへ出場、これをきっかけとして本格的に芸人の道を目指すようになる。東京アナウンス学院1年時はコンビを組んでいたが、2年生からピン芸人へ転向。同学院卒業後の2013年にデビュー。芸名は「どんぐりたけし」「ドントストップたけし」「たんたかたけし」「ゴーたけし」「たけちよ」「たけのおとしご」「追跡者ジョーンズ」の候補の中から、どんぐりたけし・ドントストップたけし・追跡者ジョーンズの3つに絞った上で2013年11月に「どんぐりたけし」に決めた。同学院で同期だった3LDK、すとろんぐカラ〜、わたなべるんるんからなる4組でのユニットライブ「しゅけもく」を開いていた。
2018年には、M-1グランプリに同じ事務所所属のピン芸人であるサツマカワRPGと、フリーのYes!アキトと共にトリオ「怪奇!YesどんぐりRPG」を組んで出場、3回戦進出となった。その後も『クーリングオフ型ネタ見せ番組 金返せショー』（フジテレビ）では「YesどんぐりRPG」として出演している。衣装は、上のジャケットと同じ色と柄の短パンにTシャツという格好が主。私服として買ったつもりが、周りから変だと言われてステージ衣装にしたとのこと。
趣味はサッカー、フットサル、特技はデビルスティック、いつでも鼻血を出せること。洋服好きなので、ステージ衣装にはこだわっているという。2023年11月24日、スリーピースロックバンド・ヤバイTシャツ屋さんのありぼぼ（ボーカル・ベース）と結婚したことを発表した。

## 芸風
ネタは一発ギャグを連発するものがメイン。持ちギャグの数は600個ほどあるが、そのうち使えるのはせいぜい20個くらいとのこと。かつてはコントを演じていたが、デビュー後しばらくして一発ギャグ専門に切り替えた。ネタは自転車での移動中に思い立ったものを、公園などで試しながら作っているという。
- 「C-3PO、R2-D2、DTKC、どんぐりたけしー!｣「裂けるチィーッス」などの自己紹介ギャグを必ずツカミで行う。
- 「ランプのギャグ魔人」「ギャグ祭り」など自身のギャグを1つにまとめたコントがある。
- 自身が組んでいる怪奇!YesどんぐりRPGの「○○かい、ムール貝、酒蒸しにして〜、いや酒蒸しにしたら、酔っ払っちゃうよ〜ン様、ンサタバサ、何入ってると思います〜?」というフレーズは、元々どんぐり考案のギャグだった。

## 出演
怪奇!YesどんぐりRPGとしての出演は、怪奇!YesどんぐりRPG#出演の節を参照。

### テレビ
- カンニングのDAI安吉日（BSフジ）- 2015年7月22日、10月3日・10日
- 水曜日のダウンタウン（TBS）- 2015年8月5日
- 特捜警察ジャンポリス（テレビ東京）- 2015年11月6日
- ニノさん（日本テレビ）- 2016年6月26日
- おはスタ（テレビ東京）- 2016年9月14日、2017年4月26日　2017年5月10日からは「お笑い戦隊 ボケルメン」のボケルメン・レッドとして水曜日レギュラー出演。
- くりぃむナンチャラ（テレビ朝日）- 2016年9月16日
- 有田ジェネレーション（TBS）- 2017年6月21日 - 2017年9月までレギュラーだったが公開収録の観客投票の結果、クビになった。その後、2018年3月15日[9]・22日[10]の「もう一度見たい芸人大清算SP」に出演。
- THE城攻め2（日本テレビ）- 2017年11月18日
- 冗談手帖（BSフジ）- 2017年12月13日、2019年3月6日・23日
- 笑レース（フジテレビ）- 2018年1月29日
- 真夜中のおバカ騒ぎ!（千葉テレビ放送、TOKYO MX）‐ 2018年3月15日、11月15日
- 潜在能力テスト（フジテレビ）- 2018年2月6日、5月1日
- 前略、西東さん（中京テレビ放送）- 2018年6月30日（怪奇!YesどんぐりRPGとしても2019年2月23日出演）
- ENGEIグランドスラム（フジテレビ） - 2018年9月29日
- 内村さまぁ〜ず（TOKYO MX）- 2018年11月26日、12月3日
- 櫻井・有吉THE夜会（TBS）- 2019年4月25日
- オギャブラリー（テレビ朝日）- 2019年11月20日
- キャラダチミュージアム〜MoCA〜（フジテレビ）- 2020年12月27日「ゲイニンインスタレーション」コーナー出演
- ザ・ベストワン（TBS）

### ラジオ
- パンサー向井の＃ふらっと（TBSラジオ、2022年3月31日 - ） - 木曜日リポーター

### Web番組
- 風雲!たけし城（Amazon Prime Video、2023年4月28日）

### 舞台
- 「ミステリーピューロランド -大鶴肥満 緋色のウェディング-」（2024年9月15日、21日、23日、10月5日予定、サンリオピューロランド）[11]